# Dieter Nemitz
Dieter Nemitz (* 16. Mai 1936 in Crossen) ist ein deutscher Gebrauchsgrafiker.

## Leben und Werk
Nemitz absolvierte von 1950 bis 1954 eine Lehre als Werbemaler. Danach arbeitete er bis 1961 bei der DEWAG-Werbung Cottbus. Von 1961 bis 1964 studierte er an der Fachschule für Werbung und Gestaltung Berlin-Oberschöneweide. Nach dem Abschluss war er bis 1968 wieder Mitarbeiter der DEWAG-Werbung Cottbus. Danach arbeitete er in Cottbus freischaffend als Werbegrafiker. Er entwarf u. a. für volkseigene Betriebe das Design von Verpackungen in der DDR populärer Produkte, so 1976 für die Wasch- und Reinigungsmittel-Serie Domal, 1980 die Etiketten des Undine-Schaumbads und 1985 für die Kosmetik-Serie Lidos. Nemitz gestaltete auch einige Bücher, entwarf Plakate und Logos, z. B für das Mischfutterwerk Herzberg. 1980 schuf er mit dem Gebrauchsgrafiker Jürgen Förster (* 1940) den Entwurf zur Gestaltung u. a. des Schriftzugs und der Werbeträger der Straßenbahn Cottbus. 1988 entwarf er eine Gedenktafel mit der Abbildung einer Menora und einem Ausspruch Martin Riesenburgers, die an der Cottbuser Alten Synagoge angebracht wurde.
Nemitz war bis 1990 Mitglied des Verbands Bildender Künstler der DDR.
Auch nach der deutschen Wiedervereinigung arbeitete Nemitz in Cottbus als Gebrauchsgrafiker. U. a. entwarf er 2005 die Medaille zum 850-Jahr-Jubiläum von Cottbus.

## Ehrungen
- 1982: Erster Preis im internationalen Wettbewerb „Rotes Kreuz: Gesundheit, Humanismus, Frieden“
- 1986: Vaterländischer Verdienstorden

## Ausstellungen

### Einzelausstellungen
- 1964, 1983, 1986 und 1988: Cottbus

### Teilnahme an zentralen und wichtigen regionalen Ausstellungen in der DDR
- 1972 bis 1988: Dresden, VII. bis X. Kunstausstellung der DDR
- 1972 bis 1984: Cottbus, vier Bezirkskunstausstellungen
- 1979: Berlin, Ausstellungszentrum am Fernsehturm („Die Buchillustration in der DDR. 1949 – 1979“)